# Wartość Shapleya
Wartość Shapleya – pojęcie z teorii gier, nazwane na cześć Lloyda Shapleya, który wymyślił je w 1953 roku jako sposób podziału zysku pomiędzy graczami będącymi w koalicji. Wartość ta jest określona jednoznacznie dla każdego gracza w grze kooperacyjnej przez odpowiednią dystrybucję całości zysku z wielkiej koalicji, tj. koalicji złożonej ze wszystkich graczy, zachowującą pewne własności. Intuicyjnie Wartość Shapleya określa, ile dany gracz powinien się spodziewać zysku z całości, biorąc pod uwagę to, jaki średnio ma wkład w dowolnej koalicji.

## Definicja[5]
Niech dana będzie gra kooperacyjna {\displaystyle G=<N,\upsilon >,} gdzie N to zbiór graczy {\displaystyle N=\{{1,2,...,n}\},} a {\displaystyle v} to funkcja, która przypisuje dowolnemu podzbiorowi (koalicji) {\displaystyle S\subseteq N} graczy liczbę rzeczywistą: {\displaystyle v\;:\;2^{N}\to \mathbb {R} ,} przy czym {\displaystyle v(\emptyset )=0.} Funkcja {\displaystyle v} zwana jest również funkcją koalicyjną lub charakterystyczną.
Wartością Shapleya {\displaystyle \phi (\upsilon )} nazwiemy wektor {\displaystyle [\phi _{1}(\upsilon ),\phi _{2}(\upsilon ),...,\phi _{n}(\upsilon )]} który zachowuje następujące własności:
1. Racjonalność grupowa (efektywność):

Suma zysków graczy jest równa zyskowi wielkiej koalicji
{\displaystyle \sum _{i\in N}\phi _{i}(v)=v(N).}
2. Symetria:

Jeśli funkcja {\displaystyle v} jest symetryczna wobec i oraz j, to ich wartości Shapleya są również identyczne
{\displaystyle (\forall _{S\subseteq N\setminus \{i,j\}}\ v(S\cup \{i\})=v(S\cup \{j\}))\Rightarrow \phi _{i}(\upsilon )=\phi _{j}(\upsilon ).}
3. Gracz nieistotny:

Wartość Shapleya {\displaystyle \phi _{i}(v)} gracza, który nic nie wnosi do żadnej koalicji jest równa zero.
{\displaystyle (\forall _{S\subseteq N}\ v(S\cup \{i\})=v(S))\Longrightarrow \phi _{i}(\upsilon )=0.}
4. Addytywność:

Jeżeli {\displaystyle G_{1}=<N,\upsilon >,G_{2}=<N,w>} są różnymi grami kooperacyjnymi z funkcjami charakterystycznymi {\displaystyle \upsilon ,w} to:
{\displaystyle \forall _{i\subseteq N}\ \phi _{i}(v+w)=\phi _{i}(v)+\phi _{i}(w)} oraz {\displaystyle \forall _{i\subseteq N}\ \phi _{i}(av)=a\phi _{i}(v).}
Dla dowolnej gry koalicyjnej istnieje tylko jeden taki podział.
Do wyliczenia tej wartości można wykorzystać następujący wzór:
{\displaystyle \phi _{i}(v)=\sum _{S\subseteq N\setminus \{i\}}{\frac {|S|!\;(n-|S|-1)!}{n!}}(v(S\cup \{i\})-v(S)).}
Wartość {\displaystyle (v(S\cup \{i\})-v(S))} nazywa się też wkładem marginalnym gracza {\displaystyle i.}
Alternatywnie, równoważny jest również zapis:
{\displaystyle \phi _{i}(v)={\frac {1}{|N|!}}\sum _{\pi \in \Pi _{N}}\left[v(P_{i}^{\pi }\cup \{i\})-v(P_{i}^{\pi })\right],}
gdzie:
{\displaystyle \pi \in \Pi _{N}} – permutacja zbioru graczy,
{\displaystyle P_{i}^{\pi }} – zbiór graczy z {\displaystyle N,} którzy występują w permutacji {\displaystyle \pi } przed graczem {\displaystyle i.}

## Przykład
Weźmy za przykład grę kooperacyjną, w której gracze posiadają rękawice, prawe i lewe, a której celem jest stworzenie par.
Mamy trzech graczy: {\displaystyle N=\{1,2,3\},} przy czym gracz 1 i 2 posiadają prawą rękawicę, a 3 lewą.
Funkcja koalicyjna będzie wyglądać następująco:
{\displaystyle v(S)={\begin{cases}1,&{\text{jeżeli }}S\in \left\{\{1,3\},\{2,3\},\{1,2,3\}\right\}\\0,&{\text{w przeciwnym przypadku}}\end{cases}}.}
Biorąc pod uwagę wzór {\displaystyle \phi _{i}(v)={\frac {1}{|N|!}}\sum _{\pi \subseteq \Pi _{N}}\left[v(P_{i}^{\pi }\cup \{i\})-v(P_{i}^{\pi })\right],} wypisujemy wszystkie permutacje {\displaystyle \pi \in \Pi _{N}.}
Następująca tabelka wylicza wkłady marginalne gracza pierwszego.
| Permutacja {\displaystyle {\boldsymbol {\pi }}} | {\displaystyle {\boldsymbol {MC_{1}}}}         |
| ----------------------------------------------- | ---------------------------------------------- |
| {\displaystyle 1,2,3}                           | {\displaystyle v(\{1\})-v(\varnothing )=0-0=0} |
| {\displaystyle 1,3,2}                           | {\displaystyle v(\{1\})-v(\varnothing )=0-0=0} |
| {\displaystyle 2,1,3}                           | {\displaystyle v(\{1,2\})-v(\{2\})=0-0=0}      |
| {\displaystyle 2,3,1}                           | {\displaystyle v(\{1,2,3\})-v(\{2,3\})=1-1=0}  |
| {\displaystyle 3,1,2}                           | {\displaystyle v(\{1,3\})-v(\{3\})=1-0=1}      |
| {\displaystyle 3,2,1}                           | {\displaystyle v(\{1,2,3\})-v(\{2,3\})=1-1=0}  |

{\displaystyle \phi _{1}(v)=(1)\!\left({\frac {1}{6}}\right)={\frac {1}{6}}.}
Dzięki symetrii graczy 1 i 2, wiemy również, że:
{\displaystyle \phi _{2}(v)=\phi _{1}(v)={\frac {1}{6}},}
a jako że wartości sumują się do {\displaystyle v(N)=v(\{1,2,3\})=1,} to:
{\displaystyle \phi _{3}(v)=1-{\frac {2}{6}}={\frac {4}{6}}={\frac {2}{3}}.}